# Сделано в Америке (Клан Сопрано)
«Сделано в Америке» (англ. «Made in America») — финальный эпизод драматического телесериала «Клан Сопрано» канала HBO. Это 86-й эпизод сериала, 9-й эпизод второй части шестого сезона и 21-й эпизод во всём сезоне. Автором сценария и режиссёром эпизода стал автор сериала, исполнительный продюсер и шоураннер Дэвид Чейз. Премьера состоялась в США 10 июня 2007 года.
Сюжет «Сделано в Америке» повествует о последствиях гангстерской войны между преступной семьёй Димео — во главе протагониста сериала Тони Сопрано (Джеймс Гандольфини) — и обосновавшейся в Нью-Йорке семьёй Лупертацци. Тони также приходится иметь дело со множеством семейных проблем, затрагивающих его жену Кармелу (Эди Фалко), сына Энтони-младшего (Роберт Айлер) и дочь Медоу (Джейми-Линн Сиглер).
Эпизод снимался в феврале и марте 2007 года и стал вторым эпизодом после пилотного, снятым Чейзом. Во время премьерного показа, 10 июня 2007 года эпизод собрал у экранов 11,9 миллионов телезрителей. Изначальная реакция критиков была  не очень благоприятной, но со временем признание значительно выросло. Многими эпизод оценивался как один из лучших телевизионных финалов. Он был номинирован на премию «Гильдии» режиссёров США и выиграл премию «Эмми» за лучший драматический сценарий, и премию «Эдди» за монтаж. «Сделано в Америке» и его заключительная сцена стали объектом широкого обсуждения, критики и анализа, и, как и весь сериал, вошёл в историю американской популярной культуры.

## Актёры
- Джеймс Гандольфини — Тони Сопрано
- Эди Фалко — Кармела Сопрано
- Доминик Кьянезе — Коррадо Сопрано-мл.
- Стивен Ван Зандт — Сильвио Данте
- Тони Сирико — Поли Галтьери
- Роберт Айлер — Энтони Сопрано-мл.
- Джейми-Линн Сиглер — Медоу Сопрано
- Аида Туртурро — Дженис Сопрано Баккалиери
- Фрэнк Винсент — Фил Леотардо
- Рэй Абруццо[англ.] — Кармайн Лупертацци-мл.
- Дэн Гримальди — Пэтси Паризи
- Шэрон Анджела[англ.] — Розали Април
- Морин Ван Зандт — Габриэлла Данте

Морин Ван Зандт, которая играет Габриэллу Данте, только в этом эпизоде впервые была указана в начальных титрах.

### Приглашённые звёзды
- Грегори Антоначчи — Бутч ДеКончини
- Макс Каселла — Бенни Фацио
- Карл Капоторто — «Маленький Поли» Джермани
- Артур Дж. Наскарелла — Карло Джерваси
- Мэтт Сервитто — агент Харрис
- Фрэнк Албанезе — Патрицио «Дядя Пэт» Бландетто
- Джон Кенатьемпо — Энтони Маффей
- Джон «Ча-Ча» Чарча — Алби Чанфлоне
- Мишель ДеЧезаре — Хантер Сканджарело
- Майкл Драйер — Джейсон Паризи
- Фрэнк Джон Хьюз — Уолден Белфиоре
- Майкл Келли — агент Годдард
- Джеральдин ЛиБранди — Пэтти Леотардо
- Дэвид Маргулис — Нил Минк
- Анджело Массальи — Бобби Баккалиери-мл.
- Питер Меле — Джордж Пальери
- Донна Пескоу — Донна Паризи
- Джозеф Перрино — Джейсон Джерваси
- Энтони Рибустелло — Данте Греко
- Дэниел Соли — Патрик Паризи
- Дженна Стерн — д-р Доэрти
- Эмили Уикершем — Рианнон Фламмер
- Даниэль Ди Веккио — Барбара Сопрано Джильоне
- Эд Вассалло — Том Джильоне
- Рикки Айелло — Рэймонд «Рэй-Рэй» Д'Абалдо
- Мелани Миничино — Тара Цинконе
- Эми Русс — женщина-агент ФБР
- Паоло Коландреа — человек в куртке Members Only
- Раджеш Боуз — менеджер на заправке

## Сюжет
Тони Сопрано в бегах вместе со своей преступной семьёй Димео. С наступлением темноты он встречается с агентом ФБР Дуайтом Харрисом и сообщает ему информацию о предполагаемых террористах Ахмеде и Мухаммеде. В обмен на эту информацию он хочет узнать местоположение Фила Леотардо, главы конкурирующей семьи из Нью-Йорка, с которой воюет семья Димео. Харрис отказывается помогать Тони.
Тони встречается со своей семьёй в доме, где они скрываются, а позже они прибывают на похороны Бобби Баккалиери, убитого членами семьи Лупертацци. Тони навещает сестру Дженис, ставшую вдовой, в её доме, где она рассказывает ему о своём решении продолжить растить детей Бобби. Агент Харрис звонит Тони с информацией о том, что Фил использовал таксофоны с автозаправок в Ойстер-Бейе, Лонг-Айленд; члены семьи Димео начинают искать Фила на заправках в этом районе.
Фил звонит своему подручному Бутчу «Бутчи» Декончини с таксофона и срывается на него из-за того, что тот не смог организовать убийство Тони Сопрано. Фил отказывается от предложения Бутча заключить мир между семьями. Тони встречается с Бутчи без ведома Фила. Бутчи отказывается раскрыть Тони местонахождение Фила, но соглашается на перемирие и намекает Тони, что у того развязаны руки в отношении проблемы с Филом. Тони с родными возвращаются в свой дом в Северном Колдуэлле. Люди Сопрано, Бенни Фацио и Уолден Белфиоре, выслеживают Фила на заправке и при свете дня расстреливают его на глазах его родных. Агент Харрис радуется смерти Фила, узнав эту новость от коллег.
Эй Джей уединяется со своей девушкой Рианнон в лесу в подаренной ему Тони Nissan Xterra, но из-за горячий каталитический конвертер под машиной воспламеняет сухие листья и машина загорается. Тони разгневан новостью о сгоревшей машине и во время ссоры Эй Джей сообщает родителям, что намерен вступить в ряды армии США. Чтобы уберечь сына от опасной воинской службы, Тони устраивает его на работу в кинопроизводственную компанию Кармайна-младшего и покупает ему новую машину.
Дженис навещает с Джуниора Сопрано в государственном доме инвалидов, чтобы сообщить ему о смерти Бобби, но страдающий деменцией Джуниор не способен её понять. Пэт Бландетто делится с Тони своими мыслями о Дженис, которая, по его мнению, претендует на спрятанные Джуниором деньги. Теперь уже Тони посещает Джуниора и просит его отдать деньги детям Бобби, но старик в инвалидном кресле уже не узнаёт его. Джуниор удивляется, когда Тони напоминает ему о его причастности к мафии, а на слова о том, как он и его брат «управляли Северным Джерси», отвечает: «Ну, это приятно». Со слезами на глазах Тони уходит.
Медоу и Патрик Паризи объявляют о помолвке, также Медоу сообщает, что может получить работу в юридической фирме. В ресторане Медоу говорит Тони, что она хочет защищать всех, кто угнетён федеральным правительством, в частности итало-американцев, видя, как её отца много раз арестовывало ФБР. Тони навещает находящегося в коме Сильвио Данте в больнице.
Капо Карло Джерваси пропадает без вести; Поли опасается, что тот мог стать информатором после того, как его сына Джейсона арестовали по обвинению в хранении наркотиков. Адвокат Нил Минк говорит Тони, что, скорее всего, Карло уже даёт показания, и что Тони предъявят обвинения. С исчезновением Карло, Тони предлагает Поли руководство командой Априла. Поли сначала отказывается, считая, что команда проклята, но передумывает, когда Тони говорит ему, что он предложит место Пэтси.
Семья Сопрано встречается в закусочной. Тони прибывает первым и наблюдает за тем, как клиенты приходят и уходят. Входит Кармела и Тони рассказывает ей, что Карло даст показания. Энтони-младший приходит и напоминает своему отцу о его совете «помнить хорошее». Медоу подъезжает позже всех и долго паркует свой автомобиль через дорогу от закусочной. Когда дверной колокольчик в очередно раз звенит, Тони поднимает глаза. Экран становится чёрным, музыка прерывается.

## Производство

### Замысел
Шоураннер Дэвид Чейз планировал концовку сериала и финальную сцену во время 21-месячного перерыва между пятым и шестым сезонами — долгого перерыва, предоставленного HBO. Финальная сцена была снята почти так же, как её себе представлял Чейз. Она не была отсылкой к будущему фильму, хотя Чейз позже прокомментировал: «Может быть когда-нибудь мы придумаем что-нибудь», относительно фильма «Клан Сопрано». Именно тогда Крис Альбрехт, председатель HBO, предложил закончить сериал шестым сезоном. В марте 2018 года долгожданный приквел был анонсирован под названием «Множественные святые Ньюарка».

### Сценарий
Как с каждым эпизодом сезона, план сюжета «Сделано в Америке» разрабатывался Чейзом и его составом сценаристов, который, в финальном сезоне, включал исполнительных продюсеров Теренса Уинтера и Мэттью Вайнера и административных продюсеров Дайан Фролов и Эндрю Шнайдера. Постоянный режиссёр эпизодов Тим Ван Паттен также предоставил Чейзу некоторые идеи для сюжетной линии. После того, как сюжет эпизода был изложен, Чейз написал первый набросок. После дополнений от состава сценаристов, Чейз переработал сценарий в его готовый вид, хотя во время съёмок и вносил незначительные изменения. «Сделано в Америке» для Чейза — 30-я официально сценарная работа (с указанием в титрах) для сериала и 9-я как единственного сценариста эпизода.
Чейз включил отсылки к истории и событиям настоящей американской мафии в сценарий для «Сделано в Америке». В частности, реплика «Блин! Мы выиграем это дело!», произнесённая в эпизоде агентом Дуайтом Харрисом после того, как ему сообщили о смерти Фила Леотардо, намекает на бывшего руководителя ФБР Линдли Девеккио. Девеккио произнёс фразу после того, как ему сообщили, что Лоренцо «Ларри» Лампази был застрелен насмерть перед его домом в Бруклине, и был позже обвинён в информировании мафии. Это ещё одна параллель между Тони Сопрано и Дуайтом Харрисом.

### Съёмки

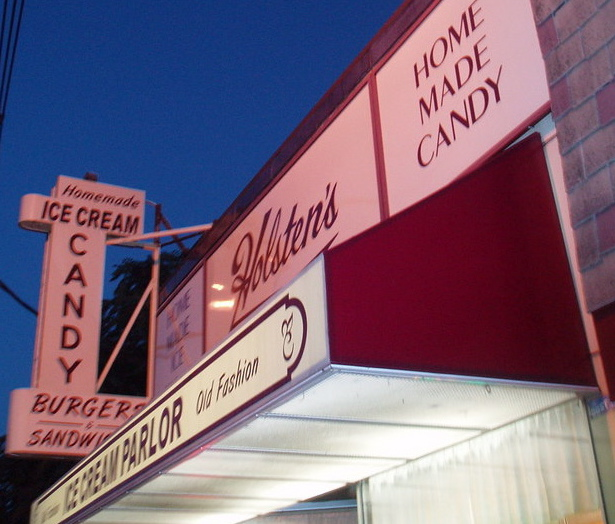
Кондитерская Holsten’s Brookdale, расположенная в Блумфилде, Нью-Джерси. Финальная сцена эпизода была снята в марте 2007 года

«Сделано в Америке» был снят Чейзом, оператором эпизода выступил Алик Сахаров. В таком же составе Чейз и Сахаров работали в пилотном эпизоде «Клан Сопрано», который был снят ещё в 1997 году. Финал сериала станет второй режиссерской работой Чейза в сериале, хотя в качестве шоураннера он курировал большинство эпизодов за всё время производства шоу. «Сделано в Америке» — 38-е и последнее участие Сахарова в сериале в качестве оператора.
Съёмочный период начался в конце февраля и закончился в конце марта 2007 года. Натурные съёмки и некоторые интерьерные сцены из «Сделано в Америке» были сняты в районах округа Берген (Нью-Джерси), в Бруклине и Манхэттене (Нью-Йорк). Дополнительные интерьерные сцены, включая съёмки резиденции Сопрано и подсобки в стрип-клубе Бада Бинг, сняты в павильоне звукозаписи на Silvercup Studios в Нью-Йорке, где было снято большинство таких сцен сериала. Финальная сцена эпизода была снята в конце марта 2007 года в кондитерской Holsten’s Brookdale, магазине в Блумфилде, Нью-Джерси. Поселковый совет Блумфилда первоначально пытался помешать съёмкам в городе, потому как посчитал гангстерскую драму HBO оскорбительной для итало-американцев и голосовал за то, чтобы отказать производственной компании в разрешении на съёмки. Но так как совет не имел полномочий запретить съёмки в городе, пока съёмочная группа соответствовала требованиям, изложенным в кодексе Блумфилда для съёмочных групп, разрешение было выдано.
Поскольку продюсерам сериала необходимо было удостовериться, что детали сюжета концовки будут в тайне до выхода в эфир, у сценариев, выданных членам команды не было последних страниц. Финальной сценой этих сокращённых сценариев была та, где Тони сгребает листья возле своего дома, сцена, происходящая за 10 минут до реальной концовки в окончательном монтаже. Чейз получил комплименты за эту сцену от людей, которые считали, что это был настоящий финал. Сцена убийства Фила Леотардо снималась в Моррис-Плейнс, штат Нью-Джерси.

### Постпродакшн
«Сделано в Америке» был смонтирован Сидни Волински, одной из трёх монтажёров шоу, под наблюдением Чейза.
Чейз изначально настаивал на чёрном экране в конце эпизода «до свистящего звука HBO», то есть без появления титров. Но не получил на это разрешения от Гильдии режиссёров Америки.

### Музыка
«Don’t Stop Believin'» играет в финальной сцене серии. Вокалист Journey, Стив Перри, отказывался передать Дэвиду Чейзу права на использование композиции до тех пор, пока не узнает судьбы главных персонажей. И дал своё согласие за 3 дня до выхода эпизода в эфир. Перри опасался, что эту песню запомнят как саундтрек кончины Тони, пока Чейз не заверил его, что будет не так. Сразу после выхода в эфир «Сделано в Америке», песня получила большой всплеск популярности, её продажи на iTunes выросли на 482 процента.. Вновь возросшее внимание к группе помогло ей преодолеть трудные времёна, которые, по некоторым сообщениям, она переживала на тот момент.

## Интерпретации финальной сцены

Последний кадр Тони Сопрано в «Сделано в Америке»

Финальная сцена «Сделано в Америке» стала предметом многочисленных обсуждений, споров и анализов после премьерного показа по HBO. Использование резкого перехода к чёрному экрану и последующих нескольких секунд тишины заставили многих зрителей думать, что их кабель или DVR выключился в ответственный момент.
Вскоре появились противоречивые интерпретации среди зрителей о судьбе протагониста Тони Сопрано: некоторые утверждали, что он был убит, в то же время другие полагали, что он остался жив. В 2021 году Чейз косвенно намекнул, что персонаж, возможно, погиб.
Одна из точек зрения указывает на разговор, состоявшийся между Тони и его шурином Бобби в эпизоде «Домашнее кино Сопрано». Там Бобби говорит о том, как внезапно и без звука может произойти смерть в жизни гангстеров: «Ты, наверно, даже не услышишь, когда это случится, верно?» Флешбек к этой сцене также появляется в заключительных минутах эпизода, предшествующего «Сделано в Америке» — «Голубой комете».
Отвечая на вопрос об этой теории, представитель HBO Квентин Шаффер заявил, что разговор — это «законный» намёк. Также, в пользу версии смерти персонажа Тони Сопрано, говорит и гангстерская логика: Бутчи Декончини (предполагаемый преемник Фила Леотардо) после войны кланов обременён финансовыми расходами, он же в эпизоде «Каиша» высказывал идеи об убийстве Тони, и Тони был последним человеком из семьи Димео, который мог бы избавиться от семьи Лупертацци, и, следовательно, был заманчивой целью. В финальной сцене показыват человека, который смотрит на Тони (указан как «Man in Members Only Jacket») и который позже идёт в туалет. Это было воспринято как намёк на знаменитую сцену из «Крёстного отца», в которой Майкл Корлеоне извлекает пистолет из под сливного бочка в туалете, после чего убивает своих врагов. Это любимая сцена Тони из «Крёстного отца», что выяснилось в серии «Джонни Кейкс». Разного рода спекуляции вызвал и внешний вид предполагаемого убийцы: его куртка намекала на название 1 эпизода 6 сезона, «Только для членов клуба», в котором в Тони получает огнестрельное ранение, и также могла стать символической ссылкой на членство таинственного человека в мафии. Актёр Мэтт Сервитто сказал, что в сценарии сцена продолжалась с человеком в куртке Members Only выходящем из туалета и двигавшемся в сторону стола Тони. Сервитто позже прояснил это заявление, сообщив, что он не имел в виду, что там была совсем другая концовка по сценарию, только «гениальный» монтаж был не таким, каким он его себе представлял.
Также некоторые зрители отметили особенность монтажа сцены в закусочной. Каждый раз, когда кто-то входит в ресторан, звенит колокольчик входной двери, следующий кадр показывает реакцию главного героя, а затем показывают вид «из глаз» Тони Сопрано. Колокольчик, камера на Тони, входит Кармела Сопрано. Колокольчик, камера показывает Тони, в закусочную входит человек в куртке Members Only, а за ним Энтони Сопрано-младший. Колокольчик, камера показывает Тони, чёрный экран без звука 10 секунд (в этот момент в закусочную должна зайти Медоу Сопрано).
Факты косвенно указывающие на смерть Тони Сопрано:
- — особняк на картине в закусочной, как в видении во время комы главного героя.
- — вошедший в закусочную человек в куртке Members Only следит за Тони.
- — высказывание Бобби о смерти и что человек не слышит звука выстрела, так как пуля быстрее скорости звука.
- — алгоритм монтажа сцены, показывающий события попеременно со стороны и от лица Тони Сопрано. В момент когда зритель должен увидеть от лица Тони, как в закусочную заходит его дочь — чёрный экран и отсутствие звука.

Лагерь зрителей с противоположным мнением о судьбе персонажа высказывает предположение, что финальная сцена изображает возвращение Тони Сопрано в привычную жизнь. Как и обычно, он будет испытывать страх и чувствовать опасность, исходящую от кого угодно и где угодно, будет постоянно следить за обстановкой, в том числе и у себя за спиной, предвидеть любые возникающие проблемы (как он следит за входом в закусочную), но зрителю уже не нужно продолжать следить за этим. Слова заключительной песни, говорящие зрителю «Don't stop believin'», как считается, поддерживают предположение о «спасении» персонажа, а беззвучный чёрный экран предназначен, чтобы позволить людям представить свои собственные продолжения истории Тони.
В защиту этой версии трактуется и сюжетная линия: мирное соглашение Тони с семьёй Лупертацци, их молчаливое согласие на убийство Фила и видимое нежелание Бутчи продолжать боевые действия, что даёт мало законных оснований убийства Тони Сопрано, который хоть и продолжает оставаться угрозой для Лупертацци, но не более, чем обычно.

### Комментарии от Дэвида Чейза
Чейз давал различные комментарии о финале, но уклонялся от объяснений смысла финальной сцены. В своём первом интервью после эфира финала в газете Джерси «The Star-Ledger», Чейз заявил:
Меня не интересуют объяснение, защита, переинтерпретация или добавление к тому, что есть. Никто не пытался быть дерзким, ей-богу. Мы сделали то, что считали нужным. Никто не пытался свести народ с ума, или думал: "Вау, это их разозлит." У людей могло сложиться впечатление, что их пытались обмануть, но это не так. Мы хотели развлечь их. [...] Все, кто хочет понять, что там произошло - посмотрите, там всё есть.
Чейз также обратился к давним поклонникам шоу, которые посчитали открытый финал оскорбительным:
Я видел некоторые высказывания в прессе, который гласили: "Это было огромное послание в жопу для аудитории." Что мы нагадили в лицо аудитории. Зачем мне это делать? Зачем нам заинтересовывать людей восемь лет только для того, чтобы показать им средний палец? У нас нет презрения к аудитории. Мы всегда придерживались мнения, что людей не надо кормить с ложки каждый раз - что их инстинкты, чувства и гуманность подскажут им что происходит.
Через несколько недель после эфира финала, в одном интервью Чейз поделился своими взглядами на финальный эпизод и реакцией на него. Для тех поклонников шоу, которые требовали однозначной и окончательной концовки, Чейз заметил:
Можно было сказать гораздо больше, чем просто изобразить Тони, упавшего лицом в миску с луковыми кольцами с пулей в голове. Или, наоборот, показать захват нью-йоркской мафии. На мой взгляд, Тони Сопрано был альтер эго людей. Они радостно наблюдали, как он грабит, убивает, дерётся, лжёт и обманывает. Они даже поддерживали его. И вдруг они захотели, чтобы его наказали за всё это. Они хотели «справедливости». Они хотели видеть, как его мозги брызгают на стену. Я подумал, что это отвратительно, честно говоря. [...] Для меня обидно то, как сильно они хотели его крови, после того, как восемь лет  они поддерживали его в этом.
Чейз также прокомментировал предполагаемое отсутствие завершенности в финальном эпизоде:
На самом деле речь шла не о том, чтобы «оставить дверь открытой». В том, что произошло, не было ничего определённого, и в этом кроется суть — ожидание того, как выглядит будущее Тони и Кармелы. Произошло ли убийство той ночью или какой-то другой, не имеет значения
По поводу будущего детей Сопрано, Чейз сказал:
Энтони-мл. не будет солдатом и не присоединится к Корпусу мира; возможно он станет каким-нибудь мелким кинопродюсером. Но он не станет убийцей, как его отец, так ведь? Медоу может не станет педиатром или даже адвокатом, но она точно не будет домохозяйкой, как её мать. Она научится жить в мире не так, как её мать. [...] Потихоньку, постепенно достигая прогресса — вот так это работает.
Также Чейз сослался на сцену из эпизода «Пятая стадия»:
Там нет никаких эзотерических подсказок. Нет кода да Винчи. Все, что относится к этому эпизоду, было в этом эпизоде. И это было в эпизоде до этого, и в эпизоде до этого, и в сезонах до этого и так далее. Были указания на то, каков конец. Помните, когда был убит Джерри Торчиано? Сильвио не знал, что пуля была выпущена из пистолета, пока Джерри не опустился на пол. Вот как все происходит: убийство совершается ещё до того, как вы успеваете это заметить. [...] Я ничего не говорю. И не пытаюсь быть загадочным. Просто я думаю, что объяснение только бы навредило финалу.
В радио-интервью в декабре 2008 года с Ричардом Белцером, Чейз также упомянул сцены из «Пятой стадии» и «Домашнего кино Сопрано» по отношению к финальной сцене.
На церемонии премии TCA 2008 года, произошедшей 22 июля, Чейз прокомментировал:
Я не собирался делать этого, но кто-то сказал, что это будет хорошая идея, если бы мы что-то рассказали об этой концовке. Я вообще не собирался вдаваться в это, но я просто скажу... когда я шёл в высшую киношколу Стэнфордского университета и мне было 23, я пошёл посмотреть «Планету обезьян» со своей женой. Когда он кончился, я сказал: "Вау... у них тоже есть Статуя Свободы. Вот с чем вы все столкнулись"
В ноябре 2008 года в интервью Стиву Дейли из Entertainment Weekly Чейз заявил:
Есть более чем один способ взглянуть на концовку. Это все, что я скажу
Чейз вернулся к обсуждению финальной сцены в апреле 2015 года в интервью DGA Quarterly и предположил, что «фанаты, эксперты и учёные слишком много думали о концовке шоу»:
Самое большое чувство, которое мне хотелось привнести, потолок, к которому я стремился в тот момент - не переставать верить. С одной стороны это очень просто, но гораздо больше и глубже, чем люди думают. То, чего я хотел - чтобы люди верили. Что жизнь заканчивается и смерть приходит, но нельзя переставать верить.
Несмотря на то, что жизнь рано или поздно подойдёт к концу, в ней много привязанностей, которые мы сами создаём. И нам очень повезло, что они у нас есть, что мы смогли прожить их, испытать чувства. Жизнь коротка.
Либо это всё заканчивается здесь для Тони, либо в какой-то другой раз. Но, несмотря на это, это действительно того стоит. Так что не переставайте верить
Неоднократно появлялись сообщения о том, что Чейз предложил окончательный ответ на вопрос о том, остался ли в живых Тони Сопрано или умер в конце шоу. И Чейзу приходилось выступать с опровержениями, указывающими на то, что такие публикации не имеют под собой оснований. И неизменно повторял позицию, которую он последовательно занимал по этому вопросу.
В январе 2019 года в интервью с Аланом Сепинуоллом и Мэттом Золлером Сайтцем для их книги «Клан Сопрано» Чейз непреднамеренно назвал финальную сцену «той сценой смерти». Сайтц спросил Чейза, уверен ли он в своём выборе слов, на что последний после долгой паузы ответил: «К черту вас, ребята». Чейз продолжал рассказывать, что он «не хотел показывать сцену смерти напрямую», изначально представив смерть Тони во время встречи с Джонни Саком. Позже Чейз уточнил, что планировал финальную сцену как «ту сцену смерти», как один из более ранних вариантов развития события, от которого он отказался.
Во время интервью The Hollywood Reporter в ноябре 2021 года Чейз позволил себе комментарий, который некоторые интерпретировали как подтверждение того, что Тони Сопрано умирает в последней сцене сериала. Чейз рассказал о задумке сцены, в которой Тони будет ехать из Нью-Джерси в Нью-Йорк — по обратному маршруту, который показан в начале каждого эпизода сериала — и прибудет на встречу, где будет убит. Однако, проезжая мимо небольшого ресторана на бульваре Оушен Парк, Чейз решил, что именно в таком месте Тони должен получить концовку сериала.

## Реакция

### Рейтинги
Согласно рейтингу Нильсена, 11.9 миллионов зрителей посмотрели «Сделано в Америке» во время премьеры в воскресенье 10 июня 2007 года в США. Рейтинг вырос на 49 % по сравнению с предыдущим эпизодом и он стал лучшим показателем для обеих частей шестого сезона. Количество аудитории, следившей за эпизодом, также стало самым большим показателем с момента выхода премьеры пятого сезона.

### Реакция

#### Первоначальная
«Сделано в Америке» получил в основном благоприятные отзывы от критиков, в то время как ранняя реакция фанатов была смешанной, описываемая одним критиком как «смесь восхищения и гнева». В течение недели после первого показа эпизода, «Сделано в Америке» и, в частности, её заключительная сцена стали предметом широкого обсуждения и анализа. Несколько новых толкований и объяснений финала были представлены в журналах и блогах, что заставило многих критиков и фанатов переосмыслить концовку.
Марисса Кэрролл из «PopMatters» наградила «Сделано в Америке» оценкой 8 из 10, и, в частности, назвала финальную сцену как одну из лучших в сериале.
Марк Фаринелла из «The Sun Chronicle» назвал эпизод «идеальной концовкой идеального сериала».
Оуэн Глейберман из Entertainment Weekly назвал «Сделано в Америке» «идеальной концовкой» и написал о финальной сцене: «В шоке от этого вырезанного до чёрного экрана, чудесного способа, которым он заставил вас переворачивать сцену снова и снова, в вашем воображении. [sic] Вместо того, чтобы довести сериал до конца, это затемнение заставило „Клан Сопрано“ жить вечно».
Тим Гудман из San Francisco Chronicle охарактеризовал финал как «конец, соответствующий гению Клана Сопрано» и написал, что «Чейзу с этой концовкой удалось быть верным реальности […] в то же время избегая клише банальных телевизионных конвенций».
Фрейзер Мур из Associated Press назвал эпизод «блестящим» и написал, что «Чейз остался верен себе».
Ким Рид из Television Without Pity оценила эпизод «Сделано в Америке» самым высоким баллом A+ и отметила, что он совершенно соответствует общей концепции шоу.
Алан Сепинуолл из The Star-Ledger назвал финал «удовлетворительным» и написал, что эпизод «идеально вписывается во всё, что Чейз делал в этом шоу раньше».
Первый обзор критика Chicago Tribune Морин Райан был неоднозначным; она раскритиковала финальную сцену за то, что она не обозначила финала. Позже Райан написала: «Чейз полностью завёл меня, а затем вырвал из этого мира. Я была очень зла сначала […] Я до сих пор думаю, что то, что сделал Чейз, было, при всём уважении, каким-то обрывочным. Но через несколько минут после окончания финала я засмеялась».

#### Ретроспективная
Ретроспективные обзоры «Сделано в Америке» были весьма позитивными; эпизод был включён в несколько списков лучших финалов сериалов всех времён. Алан Сепинуолл из «The Star-Ledger» написал в своём эссе, анализирующем финал через год после оригинального показа, что он почувствовал, что эпизод был «блестящим».
В 2009 году Арло Уайли из Blogcritics написал: "Сосредоточившись на последнем неоднозначном прощальном кадре от создателя Дэвида Чейза, мы рискуем забыть, насколько красиво структурирован и исполнен телевизионный час эпизода «Сделано в Америке», который оценили как восьмой лучший финал сериала за всю историю. Также в 2009 году Стейси Уилсон из Film.com назвала «Сделано в Америке» одним из 10 лучших финалов сериала всех времён и написала: «Грубый, жёсткий, где нет времени чтобы опомниться, этот финал стал восхитительным завершением шоу, которое упивалось уродством человечества».
TV Guide включил «Сделано в Америке» в список «Лучших финалов ТВ за всю историю», написав: «Что можно сказать об этом финале, о чём ещё не было сказано? Долгожданная концовка заставила всех ждать, чтобы увидеть, собирается ли Тони, наконец, превратиться из сумасшедшего в чокнутого. Вместо этого они получили Journey, жирную тарелку луковых колец и чёрный экран. Но тот факт, что мы всё ещё говорим об этом, доказывает — к лучшему или худшему — что эпизод сделал своё дело». В 2011 году «Сделано в Америке» занял 2-е место в рейтинге TV Guide Network «Самых незабываемых финалов».

### Награды
В 2007 году, «Сделано в Америке» выиграл премию «Эмми» в номинации лучший сценарий драматического сериала на 59-й церемонии премии «Эмми». Эта была единственная категория, в которой был номинирован эпизод. Это третий и последний раз, когда создатель сериала/исполнительный продюсер Дэвид Чейз выиграл премию за написание сценария к сериалу.
В 2008 году, Чейз был номинирован на премию Гильдии режиссёров США в категории драматический сериал (ночь), но проиграл своему партнёру режиссёру по «Клану Сопрано» Алану Тейлору, который выиграл премию за режиссуру пилотного эпизода «Безумцев», сериала, созданного бывшим сценаристом «Клана Сопрано» Мэттью Вайнером. Также в 2008 году, монтажёр Сидни Волински выиграла премию Американской ассоциации монтажёров «Эдди» в категории лучший монтаж часового сериала.